# Mistrzostwa Szwajcarii w skokach narciarskich
Mistrzostwa Szwajcarii w skokach narciarskich – zawody wyłaniające najlepszych zawodników uprawiających skoki narciarskie w Szwajcarii.
W latach 1905–1933 zawody stanowiły część mistrzostw Szwajcarii w narciarstwie, natomiast od 1934 zawody odbywają się jako osobna impreza. W 1999 rozpoczęły rywalizację drużyny męskie, natomiast w 2007 roku miała miejsce pierwsza edycja zawodów indywidualnych kobiet.
Obecnie impreza jest rozgrywana w sezonie letnim.

## Mężczyźni, indywidualnie
| Data | Miejsce        | Złoty medal         | Srebrny medal                 | Brązowy medal        | Źr.                    |
| ---- | -------------- | ------------------- | ----------------------------- | -------------------- | ---------------------- |
| 1934 | Andermatt      | Reidar Hoff         | Fritz Kainersdorfer           | Sigmund Guttormsen   | [ 1 ] [ 2 ]            |
| 1935 | Grindelwald    | Christian Kaufmann  | Alfred Zryd                   | Karl Schlumpf        | [ 3 ] [ 2 ]            |
| 1936 | Davos          | Rolf Kaarby         | Marcel Reymond                | Fritz Kaufmann       | [ 4 ] [ 2 ]            |
| 1937 | Les Diablerets | Bruno Trojani       | Richard Bühler Marcel Reymond | –                    | [ 5 ] [ 2 ]            |
| 1938 | Wengen         | Willy Paterlini     | Walter Ludi                   | Marcel Reymond       | [ 6 ] [ 2 ]            |
| 1939 | Unterwasser    | Rudolf Felber       | Willy Paterlini               | Marcel Reymond       | [ 7 ] [ 2 ]            |
| 1940 | Gstaad         | Ludwig Demarmels    | Willy Paterlini               | Marcel Reymond       | [ 8 ] [ 2 ]            |
| 1941 | Sankt Moritz   | Richard Bühler      | Rudolf Felber                 | Walter Ludi          | [ 9 ] [ 2 ]            |
| 1942 | Grindelwald    | Hans Almer          | Otto von Allmen               | Niklaus Stump        | [ 10 ] [ 2 ]           |
| 1943 | Arosa          | Georg Keller        | Ludwig Demarmels              | Willy Klopfenstein   | [ 11 ] [ 2 ]           |
| 1944 | Gstaad         | Niklaus Stump       | Alfred Kleger                 | Marcel Reymond       | [ 12 ] [ 2 ]           |
| 1945 | Engelberg      | Hans Zurbriggen     | Willy Klopfenstein            | Georg Keller         | [ 13 ] [ 2 ]           |
| 1946 | Davos          | Ludwig Demarmels    | Niklaus Stump                 | Fritz Tschannen      | [ 14 ] [ 2 ]           |
| 1947 | Wengen         | Georg Keller        | Charles Blum                  | Ludwig Demarmels     | [ 15 ] [ 2 ]           |
| 1948 | Sankt Moritz   | Fritz Tschannen     | Hans Zurbriggen               | Charles Blum         | [ 16 ] [ 2 ]           |
| 1949 | Gstaad         | Willy Klopfenstein  | Fritz Tschannen               | Georg Keller         | [ 17 ] [ 2 ]           |
| 1950 | Crans-Montana  | Andreas Däscher     | Alfons Supersaxo              | Hans Zurbriggen      | [ 18 ] [ 2 ]           |
| 1951 | Adelboden      | Rudolf Bärtschi     | Andreas Däscher               | Fritz Tschannen      | [ 19 ] [ 2 ]           |
| 1952 | Le Brassus     | Jean Amnes          | Jacques Perreten              | Andreas Däscher      | [ 20 ] [ 2 ]           |
| 1953 | Sankt Moritz   | Andreas Däscher     | Rudolf Bärtschi               | Alfred Meidinger     | [ 21 ] [ 2 ]           |
| 1954 | Grindelwald    | Andreas Däscher     | Conrad Rochat                 | Fritz Schneider      | [ 22 ] [ 2 ]           |
| 1955 | Sainte-Croix   | Conrad Rochat       | Gilbert Meylan                | Fritz Schneider      | [ 23 ]                 |
| 1956 | Gstaad         | Andreas Däscher     | Conrad Rochat                 | Francis Perret       | [ 24 ] [ 2 ]           |
| 1957 | Sankt Moritz   | Andreas Däscher     | Francis Perret                | Gilbert Meylan       | [ 25 ] [ 2 ]           |
| 1958 | Kandersteg     | Andreas Däscher     | Albert Kälin                  | Conrad Rochat        | [ 26 ] [ 2 ]           |
| 1959 | Engelberg      | Andreas Däscher     | Rudolf Bärtschi               | Fritz Schneider      | [ 27 ]                 |
| 1960 | Saas-Fee       | Andreas Däscher     | Ueli Scheidegger              | Conrad Rochat        | [ 28 ]                 |
| 1961 | Crans-Montana  | Andreas Däscher     | Peter Wenger                  | Toni Cecchimato      | [ 29 ]                 |
| 1962 | Château-d’Œx   | Ueli Scheidegger    | Heini Moser                   | Gilbert Barrière     | [ 30 ] [ 2 ]           |
| 1963 | Einsiedeln     | Heribert Schmid     | Heini Moser                   | Sepp Zehnder         | [ 31 ] [ 2 ]           |
| 1964 | Sankt Moritz   | Heribert Schmid     | Ueli Scheidegger              | Sepp Zehnder         | [ 32 ]                 |
| 1965 | Kandersteg     | Heribert Schmid     | Sepp Zehnder                  | Max Walter           | [ 33 ]                 |
| 1966 | Langenbruck    | Heribert Schmid     | Richard Pfiffner              | Max Walter           | [ 34 ] [ 2 ]           |
| 1967 | Einsiedeln     | Heribert Schmid     | Max Walter                    | Hans Stoll           | [ 35 ] [ 2 ]           |
| 1968 | Lenk           | Sepp Zehnder        | Hans Schmid                   | José Wirth           | [ 36 ] [ 2 ]           |
| 1969 | Château-d’Œx   | Hans Schmid         | Sepp Zehnder                  | Richard Pfiffner     | [ 37 ]                 |
| 1970 | Sainte-Croix   | Sepp Zehnder        | Richard Pfiffner              | Urs Schöni           | [ 38 ]                 |
| 1971 | Sankt Moritz   | Sepp Zehnder        | Hans Schmid                   | Walter Steiner       | [ 39 ]                 |
| 1972 | Le Locle       | Hans Schmid         | Sepp Zehnder                  | Walter Steiner       | [ 40 ]                 |
| 1973 | Langenbruck    | Hans Schmid         | Ernst von Grünigen            | Sepp Zehnder         | [ 41 ]                 |
| 1974 | Gstaad         | Hans Schmid         | Ernst von Grünigen            | Walter Steiner       | [ 42 ]                 |
| 1975 | Château-d’Œx   | Ernst von Grünigen  | Robert Mösching               | Hans Schmid          | [ 43 ]                 |
| 1976 | Gstaad         | Hans Schmid         | Walter Steiner                | Ernst von Grünigen   | [ 44 ]                 |
| 1977 | Gstaad         | Walter Steiner      | Ernst von Grünigen            | Karl Lustenberger    | [ 45 ]                 |
| 1978 | Le Brassus     | Walter Steiner      | Robert Mösching               | Paul Egloff          | [ 46 ]                 |
| 1979 | Gstaad         | Hansjörg Sumi       | Robert Mösching               | Georg-Andre Jaquiery | [ 47 ]                 |
| 1980 | Täsch          | Hansjörg Sumi       | Robert Mösching               | Paul Egloff          | [ 48 ]                 |
| 1981 | Sainte-Croix   | Paul Egloff         | Roland Glas                   | Benito Bonetti       | [ 49 ]                 |
| 1982 | Langenbruck    | Hansjörg Sumi       | Benito Bonetti                | Paul Egloff          | [ 50 ]                 |
| 1983 | Kandersteg     | Hansjörg Sumi       | Christian Hauswirth           | Paul Egloff          | [ 51 ]                 |
| 1984 | Täsch          | Hansjörg Sumi       | Fabrice Piazzini              | Christian Hauswirth  | [ 52 ]                 |
| 1985 | Einsiedeln     | Christian Hauswirth | Pascal Reymond                | Markus Gähler        | [ 53 ]                 |
| 1986 | Einsiedeln     | Pascal Reymond      | Christian Hauswirth           | Gérard Balanche      | [ 54 ]                 |
| 1987 | Le Locle       | Gérard Balanche     | Christian Hauswirth           | Fabrice Piazzini     | [ 55 ] [ 2 ]           |
| 1988 | Gstaad         | Christian Hauswirth | Fabrice Piazzini              | Christoph Lehmann    | [ 56 ] [ 57 ] [ 2 ]    |
| 1989 | Langenbruck    | Christoph Lehmann   | Christian Hauswirth           | Gérard Balanche      | [ 58 ] [ 57 ] [ 2 ]    |
| 1990 | Kandersteg     | Stefan Zünd         | Markus Gähler                 | Gérard Balanche      | [ 59 ] [ 57 ] [ 2 ]    |
| 1991 | Kandersteg     | Stefan Zünd         | Hippolyt Kempf                | Yvan Vouillamoz      | [ 60 ] [ 57 ] [ 2 ]    |
| 1992 | Gstaad         | Sylvain Freiholz    | Stefan Zünd                   | Bruno Romang         | [ 61 ] [ 57 ] [ 2 ]    |
| 1993 | Sankt Moritz   | Sylvain Freiholz    | Stefan Zünd                   | Hansjörg Zihlmann    | [ 62 ] [ 57 ] [ 2 ]    |
| 1994 | Le Brassus     | Stefan Zünd         | Sylvain Freiholz              | Hansjörg Zihlmann    | [ 63 ] [ 57 ] [ 2 ]    |
| 1995 | Sankt Moritz   | Stefan Zünd         | Sylvain Freiholz              | Martin Trunz         | [ 64 ] [ 57 ] [ 2 ]    |
| 1996 | Sankt Moritz   | Marco Steinauer     | Sylvain Freiholz              | Bruno Reuteler       | [ 65 ] [ 57 ]          |
| 1997 | Kandersteg     | Sylvain Freiholz    | Bruno Reuteler                | Marco Steinauer      | [ 66 ] [ 57 ] [ 2 ]    |
| 1998 | Langenbruck    | Sylvain Freiholz    | Marco Steinauer               | Andy Hartmann        | [ 67 ] [ 57 ] [ 2 ]    |
| 1999 | Chaux-Neuve    | Sylvain Freiholz    | Marco Steinauer               | Simon Ammann         | [ 68 ] [ 57 ]          |
| 2000 | Le Brassus     | Sylvain Freiholz    | Marco Steinauer               | Bruno Reuteler       | [ 69 ] [ 57 ]          |
| 2001 | Sankt Moritz   | Sylvain Freiholz    | Andreas Küttel                | Simon Ammann         | [ 70 ] [ 57 ]          |
| 2002 | Prémanon       | Andreas Küttel      | Simon Ammann                  | Sylvain Freiholz     | [ 71 ] [ 72 ] [ 57 ]   |
| 2003 | Kandersteg     | Andreas Küttel      | Simon Ammann                  | Marco Steinauer      | [ 73 ] [ 74 ] [ 57 ]   |
| 2004 | Hinterzarten   | Michael Möllinger   | Simon Ammann                  | Andreas Küttel       | [ 75 ] [ 76 ] [ 57 ]   |
| 2005 | Kandersteg     | Michael Möllinger   | Andreas Küttel                | Simon Ammann         | [ 77 ] [ 78 ] [ 57 ]   |
| 2006 | Einsiedeln     | Andreas Küttel      | Simon Ammann                  | Michael Möllinger    | [ 79 ] [ 80 ] [ 57 ]   |
| 2007 | Kandersteg     | Andreas Küttel      | Simon Ammann                  | Michael Möllinger    | [ 81 ] [ 82 ] [ 57 ]   |
| 2008 | Einsiedeln     | Andreas Küttel      | Simon Ammann                  | Antoine Guignard     | [ 83 ] [ 84 ] [ 57 ]   |
| 2009 | Einsiedeln     | Simon Ammann        | Andreas Küttel                | Tim Hug              | [ 85 ] [ 86 ] [ 57 ]   |
| 2010 | Einsiedeln     | Andreas Küttel      | Simon Ammann                  | Marco Grigoli        | [ 87 ] [ 88 ] [ 57 ]   |
| 2011 | Einsiedeln     | Simon Ammann        | Gregor Deschwanden            | Pascal Egloff        | [ 89 ] [ 90 ] [ 57 ]   |
| 2012 | Einsiedeln     | Simon Ammann        | Gregor Deschwanden            | Luca Egloff          | [ 91 ] [ 92 ] [ 57 ]   |
| 2013 | Chaux-Neuve    | Simon Ammann        | Gregor Deschwanden            | Luca Egloff          | [ 93 ] [ 94 ] [ 57 ]   |
| 2014 | Einsiedeln     | Simon Ammann        | Gregor Deschwanden            | Killian Peier        | [ 95 ] [ 96 ] [ 57 ]   |
| 2015 | Einsiedeln     | Simon Ammann        | Killian Peier                 | Gregor Deschwanden   | [ 97 ] [ 98 ] [ 57 ]   |
| 2016 | Kandersteg     | Killian Peier       | Gabriel Karlen                | Gregor Deschwanden   | [ 99 ] [ 100 ] [ 57 ]  |
| 2017 | Einsiedeln     | Killian Peier       | Gregor Deschwanden            | Andreas Schuler      | [ 101 ] [ 102 ] [ 57 ] |
| 2018 | Einsiedeln     | Killian Peier       | Simon Ammann                  | Andreas Schuler      | [ 103 ] [ 104 ]        |
| 2019 | Chaux-Neuve    | Killian Peier       | Simon Ammann                  | Gregor Deschwanden   | [ 105 ] [ 106 ]        |
| 2020 | Einsiedeln     | Gregor Deschwanden  | Dominik Peter                 | Simon Ammann         | [ 107 ] [ 108 ]        |
| 2021 | Einsiedeln     | Gregor Deschwanden  | Dominik Peter                 | Andreas Schuler      | [ 109 ] [ 110 ]        |
| 2022 | Kandersteg     | Gregor Deschwanden  | Dominik Peter                 | Lean Niederberger    | [ 111 ] [ 112 ]        |
| 2023 | Kandersteg     | Gregor Deschwanden  | Simon Ammann                  | Remo Imhof           | [ 113 ] [ 114 ]        |
| 2024 | Einsiedeln     | Killian Peier       | Gregor Deschwanden            | Juri Kesseli         | [ 115 ]                |

## Mężczyźni, drużynowo
Skróty związków narciarskich:
- BOSV – Berner Oberländischer Skiverband
- BSV – Bündner Skiverband
- OSSV – Ostschweizer Skiverband
- SROM – Ski Romand
- ZSSV – Zentralschweizer Schneesport Verband
- ZSV – Zürcher Skiverband

| Data | Miejsce               | Złoty medal                                                              | Srebrny medal                                                           | Brązowy medal                                                           | Źr.                    |
| ---- | --------------------- | ------------------------------------------------------------------------ | ----------------------------------------------------------------------- | ----------------------------------------------------------------------- | ---------------------- |
| 1999 | Chaux-Neuve           | ZSV                                                                      | BOSV                                                                    | SROM                                                                    | [ 57 ]                 |
| 2000 | Prémanon              | ZSV                                                                      | SROM                                                                    | BOSV                                                                    | [ 57 ]                 |
| 2001 | Sankt Moritz          | ZSV                                                                      | SROM                                                                    | BSV                                                                     | [ 57 ]                 |
| 2002 | Prémanon              | ZSV Andreas Küttel Marc Vogel Marco Steinauer Heiri Kälin                | ZSSV                                                                    | BSV                                                                     | [ 71 ] [ 57 ]          |
| 2003 | Kandersteg            | ZSV 1 Andreas Küttel Marco Steinauer Marc Vogel Christoph Höss           | ZSSV 1 Ronny Heer Andreas Hurschler Seppi Hurschler Thomas Engel        | OSSV 1 Guido Landert Lucas Vonlanthen Pascal Meinherz Sandro Steiner    | [ 73 ] [ 57 ]          |
| 2004 | Hinterzarten          | ZSV 1 Christoph Höss Marco Steinauer Andreas Küttel Michael Möllinger    | OSSV 1 Guido Landert Pascal Meinherz Lucas Vonlanthen Simon Ammann      | BOSV 1 Joël Bieri Bruno Reuteler Stefan Nyffeler Ivan Rieder            | [ 116 ] [ 57 ]         |
| 2005 | Kandersteg            | ZSV 1 Michi Hollenstein Michael Möllinger Marco Steinauer Andreas Küttel | OSSV 1 Simon Ammann Guido Landert Lucas Vonlanthen Pascal Meinherz      | BOSV 1 Ivan Rieder Stefan Nyffeler Joel Bieri Adrian Küenzi             | [ 77 ] [ 57 ]          |
| 2006 | Einsiedeln            | ZSV 1 Marc Vogel Marco Steinauer Michael Möllinger Andreas Küttel        | OSSV 1 Pascal Egloff Lucas Vonlanthen Sandro Steiner Simon Ammann       | ZSSV 1 Ivo Hess Andreas Hurschler Seppi Hurschler Ronny Heer            | [ 57 ]                 |
| 2007 | Kandersteg            | ZSV 1 Felix Kläsi Michi Hollenstein Michael Möllinger Andreas Küttel     | OSSV 1 Simon Ammann Pascal Egloff Lucas Vonlanthen Guido Landert        | SROM 1 Sébastien Cala Vital Anken Antoine Guignard Rémi Français        | [ 81 ] [ 82 ] [ 57 ]   |
| 2008 | Einsiedeln            | ZSV 1 Andreas Küttel Adrian Schuler Felix Kläsi Michi Hollenstein        | SROM 1 Antoine Guignard Vital Anken Guillaume Berney Rémi Français      | ZSSV 1 Seppi Hurschler Fabian Waldis Gregor Deschwanden Ronny Heer      | [ 83 ] [ 84 ] [ 57 ]   |
| 2009 | Einsiedeln            | OSSV 1 Luca Egloff Guido Landert Pascal Egloff Simon Ammann              | ZSV 1 Pascal Kälin Adrian Schuler Michi Hollenstein Andreas Küttel      | BOSV 1 Kilian Hauswirth Lukas Niedhart Joel Bieri Lars Grossen          | [ 85 ] [ 86 ] [ 57 ]   |
| 2010 | Einsiedeln            | ZSV 1 Adrian Schuler Tommy Schmid Pascal Sommer Andreas Küttel           | SROM Rémi Français Guillaume Berney Killian Peier Vital Anken           | ZSSV 1 Ronny Heer Ivo Hess Gregor Deschwanden Seppi Hurschler           | [ 87 ] [ 117 ] [ 57 ]  |
| 2011 | Einsiedeln            | OSSV 1 Manuel Rüegg Luca Egloff Pascal Egloff Simon Ammann               | ZSV 1 Andreas Schuler Pascal Sommer Adrian Schuler Pascal Kälin         | ZSSV Jan Kirchhofer Christian Erichsen Fabian Waldis Gregor Deschwanden | [ 89 ] [ 118 ] [ 57 ]  |
| 2012 | Einsiedeln            | OSSV 1 Luca Egloff Manuel Rüegg Pascal Egloff Simon Ammann               | ZSV 1 Pascal Kälin Andreas Schuler Samuel Wiget Pascal Sommer           | ZSSV 1 Björn Fischer Ivo Hess Jan Kirchhofer Gregor Deschwanden         | [ 91 ] [ 57 ]          |
| 2013 | Chaux-Neuve           | ZSV 1 Pascal Sommer Tobias Birchler Andreas Schuler Pascal Kälin         | OSSV Bigna Windmüller Luca Egloff Pascal Egloff Simon Ammann            | SROM (4) Olan Lacroix Rémi Français Guillaume Berney Olivier Anken      | [ 119 ] [ 57 ]         |
| 2014 | Einsiedeln            | ZSV 1 Andreas Schuler Benjamin Ernst Tobias Birchler Pascal Kälin        | OSSV Daniel Zelger Pascal Egloff Luca Egloff Simon Ammann               | BOSV (4) Luca von Grünigen Kevin Romang Sandro Hauswirth Gabriel Karlen | [ 95 ] [ 120 ] [ 57 ]  |
| 2015 | Einsiedeln            | ZSV 1 Tobias Birchler Andreas Schuler Pascal Müller Pascal Kälin         | OSSV Pascal Egloff Sabrina Windmüller Luca Egloff Simon Ammann          | SROM Vital Anken Janne Perini Olivier Anken Killian Peier               | [ 97 ] [ 121 ] [ 57 ]  |
| 2016 | Kandersteg            | ZSV 1 Tobias Birchler Dominik Peter Pascal Kälin Andreas Schuler         | BOSV 1 Luca von Grünigen Kevin Romang Sandro Hauswirth Gabriel Karlen   | SROM Janne Perini Sébastien Cala Olan Lacroix Killian Peier             | [ 99 ] [ 122 ] [ 57 ]  |
| 2017 | Einsiedeln            | ZSV 1 Dominik Peter Pascal Kälin Tobias Birchler Andreas Schuler         | BOSV Luca von Grünigen Kevin Romang Gabriel Karlen Sandro Hauswirth     | ZSSV/OSSV Aron Russi Fabian Waldis Gregor Deschwanden Luca Egloff       | [ 123 ] [ 124 ] [ 57 ] |
| 2018 | Kandersteg            | ZSV 1 Andreas Schuler Lars Kindlimann Pascal Kälin Dominik Peter         | BOSV (3) Gabriel Karlen Kevin Romang Luca von Grünigen Sandro Hauswirth | SROM (4) Olan Lacroix Janne Perini Neo Freiholz Killian Peier           | [ 125 ] [ 126 ]        |
| 2019 | Chaux-Neuve           | ZSV 1 Dominik Peter Yanick Wasser Lars Kindlimann Andreas Schuler        | BOSV Kevin Romang Luca von Grünigen Sandro Hauswirth Gabriel Karlen     | SROM Janne Perini Marti Deltell Olan Lacroix Killian Peier              | [ 127 ]                |
| 2020 | Zawodów nie rozegrano | Zawodów nie rozegrano                                                    | Zawodów nie rozegrano                                                   | Zawodów nie rozegrano                                                   | Zawodów nie rozegrano  |
| 2021 | Einsiedeln            | ZSV 1 Maurin Schneider Yanick Wasser Lars Kindlimann Dominik Peter       | ZSV 2 Noel Woodtli Remo Imhof Pascal Müller Andreas Schuler             | BOSV Lars Lobsiger Noah Studer Kim von Grünigen Sandro Hauswirth        | [ 109 ] [ 128 ]        |
| 2022 | Kandersteg            | ZSV 1 Remo Imhof Dominik Peter Maurin Schneider Lion Hösli               | ZSSV Lean Niederberger Gregor Deschwanden Elias Arnold Sina Arnet       | ZSV 2 Lars Kindlimann Yanick Wasser Mattias Haller Noel Woodtli         | [ 111 ] [ 129 ]        |
| 2023 | Kandersteg            | ZSSV Lean Niederberger Gregor Deschwanden Sina Arnet Elias Arnold        | ZSV 1 Remo Imhof Juri Kesseli Noel Woodtli Simon Kinscherf              | BOSV 1 Finn Kempf Sandro Hauswirth Mael Niedhart Noah Studer            | [ 113 ] [ 130 ]        |
| 2024 | Einsiedeln            | ZSV 1 Felix Trunz Juri Kesseli Simon Kinscherf Mattias Haller            | BOSV 1 Finn Kempf Sandro Hauswirth Noé Kempf Lars Lobsiger              | ZSSV Sina Arnet Gregor Deschwanden Elias Arnold Livio Arnold            | [ 115 ]                |

## Kobiety
| Data     | Miejsce     | Złoty medal          | Srebrny medal          | Brązowy medal      | Źr.                    |
| -------- | ----------- | -------------------- | ---------------------- | ------------------ | ---------------------- |
| 2007     | Kandersteg  | Salome Fuchs         | Bigna Windmüller       | Sabrina Windmüller | [ 81 ] [ 82 ] [ 57 ]   |
| 2008 (1) | Einsiedeln  | Salome Fuchs         | Bigna Windmüller       | Malika Schüpbach   | [ 83 ] [ 84 ] [ 57 ]   |
| 2008 (2) | Einsiedeln  | Sabrina Windmüller   | Malika Schüpbach (3)   | Salome Fuchs (4)   | [ 83 ] [ 84 ]          |
| 2009     | Einsiedeln  | Bigna Windmüller     | Sabrina Windmüller     | Salome Fuchs       | [ 85 ] [ 86 ] [ 57 ]   |
| 2010     | Einsiedeln  | Bigna Windmüller     | –                      | –                  | [ 131 ] [ 57 ]         |
| 2011     | Einsiedeln  | Sabrina Windmüller   | Gianina Ernst          | Erja Zelger        | [ 89 ] [ 132 ] [ 57 ]  |
| 2012     | Einsiedeln  | Sabrina Windmüller   | Bigna Windmüller       | Gianina Ernst      | [ 91 ] [ 92 ] [ 57 ]   |
| 2013 (1) | Chaux-Neuve | Bigna Windmüller     | Sabrina Windmüller     | Erja Zelger        | [ 133 ]                |
| 2013 (2) | Chaux-Neuve | Bigna Windmüller (4) | Sabrina Windmüller (5) | –                  | [ 93 ] [ 94 ] [ 57 ]   |
| 2014     | Einsiedeln  | Erja Zelger          | Charlotte Suter        | Julia Vonbank      | [ 95 ] [ 134 ] [ 57 ]  |
| 2015     | Einsiedeln  | Sabrina Windmüller   | Charlotte Suter        | Julia Vonbank      | [ 97 ] [ 135 ] [ 57 ]  |
| 2016     | Kandersteg  | Sabrina Windmüller   | Rea Kindlimann         | Charlotte Suter    | [ 99 ] [ 136 ] [ 57 ]  |
| 2017     | Einsiedeln  | Sina Arnet           | Rea Kindlimann         | Emely Torazza      | [ 123 ] [ 137 ] [ 57 ] |
| 2018     | Kandersteg  | Rea Kindlimann       | Sina Arnet             | Emely Torazza      | [ 125 ] [ 126 ]        |
| 2019     | Chaux-Neuve | Emely Torazza        | Rea Kindlimann         | Sina Arnet         | [ 105 ] [ 138 ]        |
| 2020     | Einsiedeln  | Sina Arnet           | Emely Torazza          | Rea Kindlimann     | [ 107 ] [ 139 ]        |
| 2021     | Gibswil     | Emely Torazza        | Sina Arnet             | Rea Kindlimann     | [ 109 ] [ 140 ]        |
| 2022     | Kandersteg  | Sina Arnet           | Emely Torazza          | Rea Kindlimann     | [ 111 ] [ 112 ]        |
| 2023     | Kandersteg  | Sina Arnet           | Rea Kindlimann         | Simone Buff        | [ 113 ] [ 114 ]        |
| 2024     | Einsiedeln  | Sina Arnet           | Rea Kindlimann         | Celina Wasser      | [ 113 ]                |